# Bergstraße 2 (Castell)

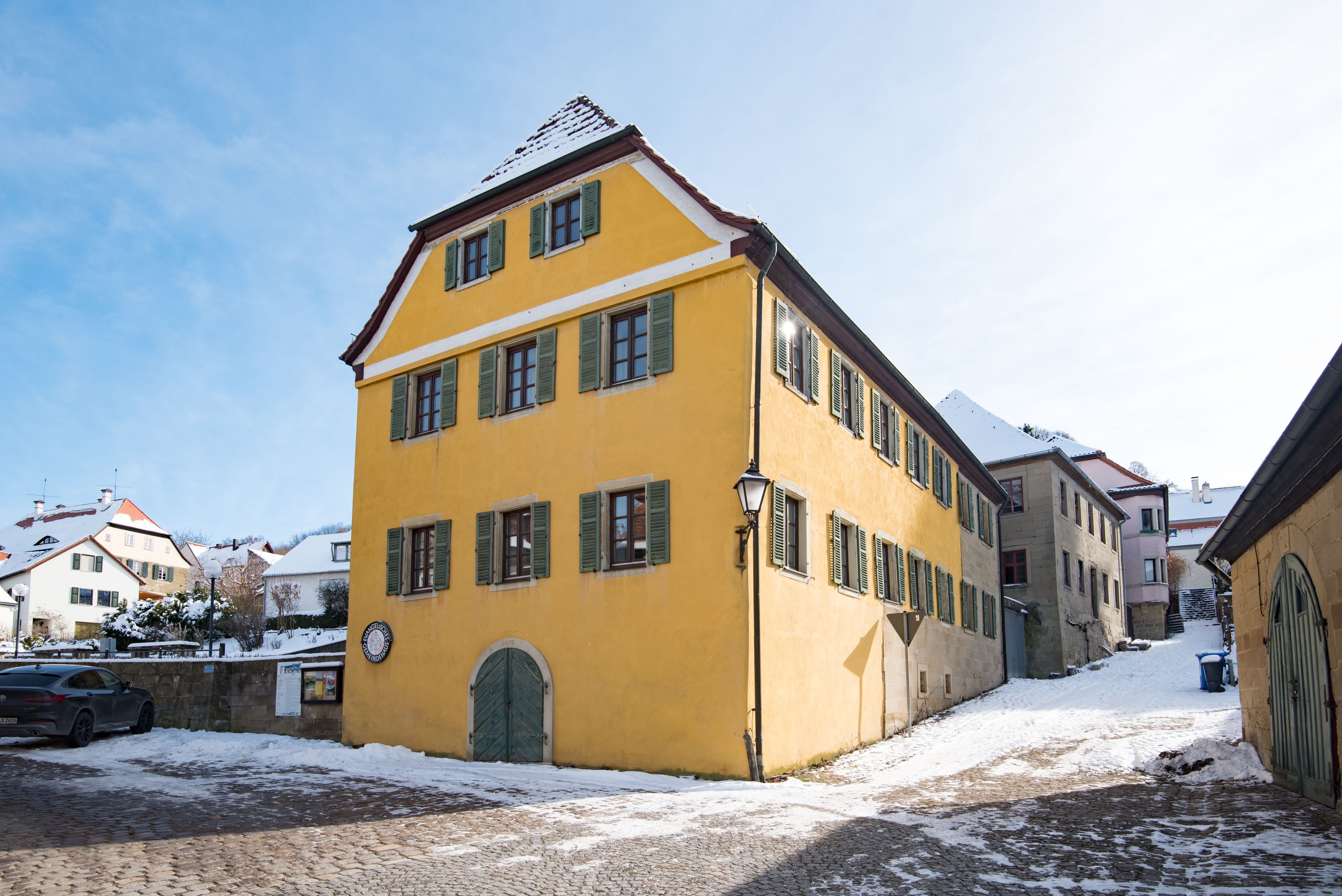
Haus Bergstraße 2

Das Haus Bergstraße 2 (früher Hausnummer 22) ist ein denkmalgeschütztes Gebäude in der unterfränkischen Gemeinde Castell im Landkreis Kitzingen.

## Geschichte
Das Haus in der Bergstraße 2 geht bereits auf das 16. Jahrhundert zurück. Es befindet sich in unmittelbarer Nähe zum Schloss, an dessen Stelle vor 1678 ein herrschaftlicher Bauhof der Markgrafen von Brandenburg-Ansbach bestand. Als erster nachweislicher Bewohner dieses Hauses ist Anthoni Rüdel nachweisbar, der den Bau allerdings 1534 veräußerte. Später lebte Mayer Jude in dem Haus. Eventuell wurde der heutige Bau in der zweiten Hälfte des 17. Jahrhunderts in Angriff genommen. Hierfür spricht ein aus dem Vorgängerbau übernommenes Rundbogentor an dessen Scheitel ein Wappenbild mit der Jahreszahl 1671 und den Initialen G. H. angebracht wurde.
Zwischen 1680 und 1717 ist Hannß Hofmann im Haus nachgewiesen. Nach seinem Tod gelangte das Anwesen an seinen Schwiegersohn Johann Georg Derr aus Wiesenbronn. Im 18. Jahrhundert verstärkte sich der Einfluss der Herrschaft auf das Haus immer mehr. Ab 1731 lebte Johann Heinrich Hagen als herrschaftlicher Hofverwalter im Haus. Ihm folgte zwischen 1742 und 1775 der Kammerdiener der Grafen und spätere Oberjäger Melchior Wohlfarth nach. Fünf Jahre lebte hier Georg Sturz, der Schwiegersohn Wohlfarths. Schließlich tauschte die gräfliche Herrschaft 1780 das Gebäude gegen das Anwesen Kniebrecher 10 und ließ mehrere Gesindewohnungen einrichten.
Von 1806 und 1847 war in den Räumlichkeiten das Bureau der Gräflichen Creditkasse, der heutigen Castell-Bank untergebracht. Daneben lebten hier herrschaftliche Räte. Bei der Steuerschätzung von 1809 wurde das Haus auf 1200 Gulden veranschlagt. 1829 erfolgte der heute noch erkennbare Umbau des Hauses, bei dem es durch einen mit Bruchsteinen gearbeiteten Anbau ergänzt wurde. 1873 verkaufte die Standesherrschaft das Gebäude schließlich an die Kreditkasse, die Mietwohnungen einrichtete.
In den Jahren 1910 bis 1930 lebte der fürstliche Rechnungsrat Philipp Rieß mit seiner Familie in dem Haus, weshalb es im Dorf den Namen „Rießenhaus“ erhielt. Als das benachbarte Schloss umgebaut wurde, diente das Anwesen zwischen 1931 und 1935 zeitweise als Wohnung für Fürst Carl zu Castell-Castell, weswegen sich nun die Bezeichnung „Rießenschloss“ durchsetzte. Bis 1969 lebte der fürstliche Hofgärtner Bühringer im Haus. Anschließend stand das Haus fast zehn Jahre leer und war in einem schlechten baulichen Zustand.
Im Jahr 1978 wurde es von der Evangelisch-lutherischen Kirchengemeinde Castell erworben und zu einem Dekanats- und Gemeindezentrum umgebaut. Hierzu erhielt es einen Anbau mit Treppenhaus. Der Gewölbekeller wurde zu einem Partyraum umgewandelt. Eingeweiht wurde das Haus am 15. Juni 1980. Fast zwanzig Jahre später wurde im Jahr 1999 das Haus einer umfassenden Innenrenovierung unterzogen. Das Haus Bergstraße 2 wird vom Bayerischen Landesamt für Denkmalpflege als Baudenkmal geführt. 

## Beschreibung
Das Haus in der Casteller Bergstraße präsentiert sich als zweigeschossiger Halbwalmdachbau, dessen Schaufassade in Richtung des Berghangs bzw. des darunter liegenden Schlosses ausgerichtet ist. Es wurde teilweise in Massivbauweise errichtet, weist aber im Obergeschoss auch Fachwerkelemente auf, die heute jedoch verputzt sind. Als ältestes Element hat sich aus einem Vorgängerbau ein Rundbogentor erhalten, das mit der Jahreszahl 1671 und einem Wappenstein verziert ist. Unterhalb des Hauses erstreckt sich ein gemauerter Gewölbekeller des 17. Jahrhunderts. Der Kernbau wird um mehrere Anbauten des 19. und 20. Jahrhunderts ergänzt.